# Objaw Drehmanna
Objaw Drehmanna – objaw patognomoniczny dla młodzieńczego złuszczenia głowy kości udowej. Polega na wystąpieniu nieprawidłowego toru ruchu kończyny podczas biernego zginania stawu biodrowego – występuje jednoczesne odwiedzenie i rotacja zewnętrzna.
Po raz pierwszy opisany przez Gustava Drehmanna (Wrocław, 1869-1932)